# 风弦琴

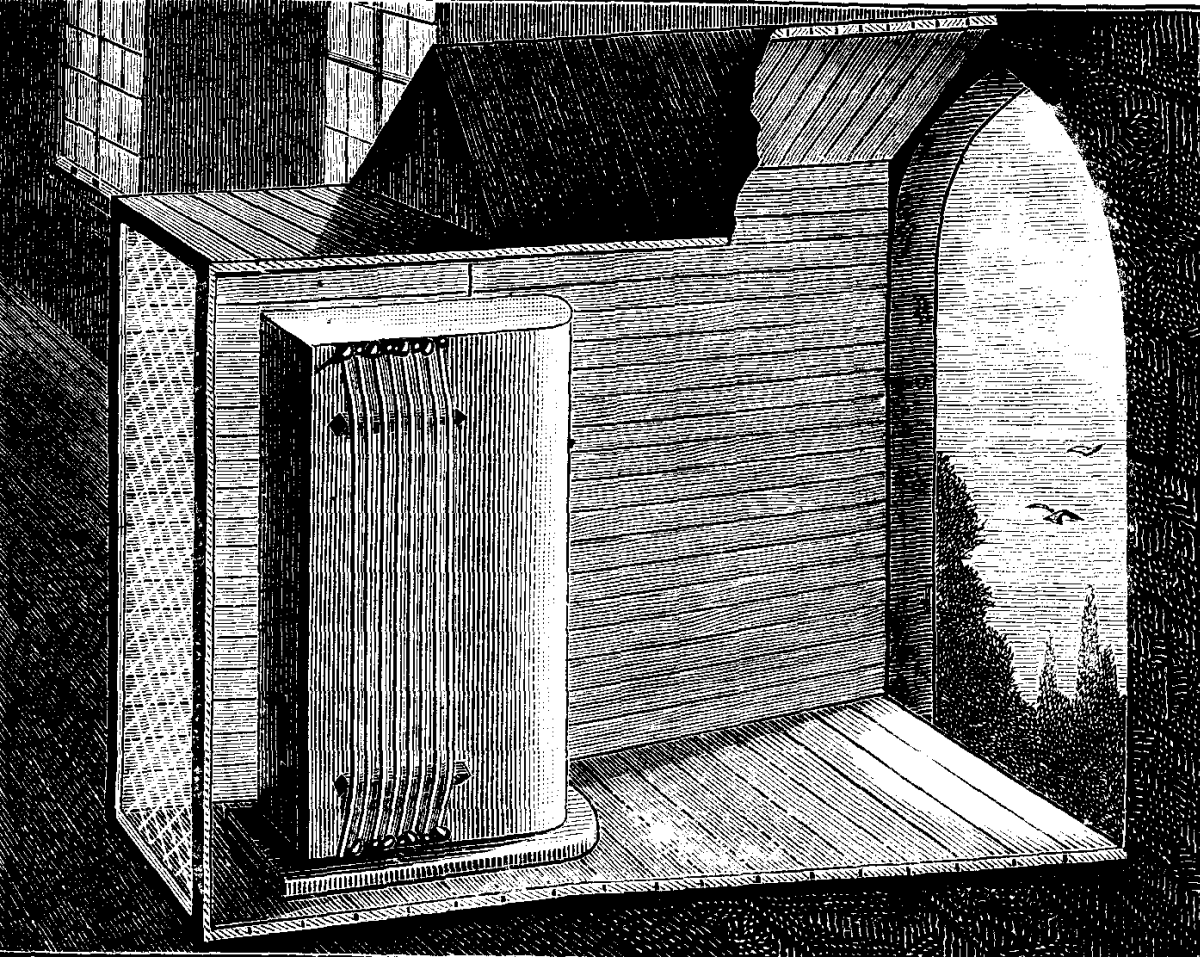
德国巴登巴登古堡中的风弦琴

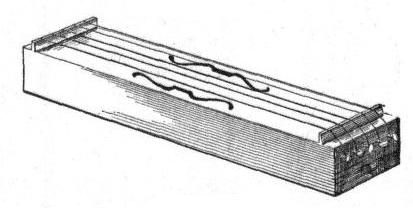
风弦琴

风弦琴流行于18世纪欧洲，在木制共鸣箱上安装几条琴弦，风吹琴弦，自动发出乐声。
英国物理学家约翰·威廉斯特拉斯·瑞利勋爵在1915年发表一篇论文，用卡门涡街的交替旋涡解释风弦琴发声的原理。风吹琴弦，产生卡门涡街，卡门涡街频率和琴弦的固有频率发生共振而发声。中国古代在风筝上安装竹片，风吹发声如筝，也是卡门涡街造成的。